# سن-ژوست، ان
سن-ژوست، ان (به فرانسوی: Saint-Just) یک کمون در فرانسه است که در Canton of Péronnas واقع شده‌است.

## خصوصیات
سن-ژوست ۳٫۳۸ کیلومترمربع مساحت و ۸۷۴ نفر جمعیت دارد و ۲۵۹ متر بالاتر از سطح دریا واقع شده‌است.